# Glóbulo polar
Os glóbulos polares, corpúsculos polares ou polócitos são células que se formam durante a fase maturação da ovogénese nos mamíferos, a fim de permitir a redução cromossómica característica da meiose.

## 1º Glóbulo polar
Forma-se juntamente com o ovócito II a partir do ovócito I, devido à divisão I da meiose.
A fim de permitir a "segregação dos homólogos" é necessário que no final da telófase I se formem dois núcleos haploides. Mas, como por cada ovogénese se pretende apenas produzir uma célula viável e com reservas nutritivas, vai ocorrer então uma citocinese desigual no fim da divisão I da meiose, originando-se deste modo uma célula de grandes dimensões com praticamente todo o citoplasma do ovócito I, o ovócito II (ovócito II, ovócito secundário ou ovócito de segunda ordem) e uma célula de pequenas dimensões contendo no seu interior praticamente só o núcleo, o 1º glóbulo polar.

## 2º Glóbulo polar
Para concluir a meiose é necessário que ocorra ainda a anáfase II e consequente "separação dos cromatídios", pois no início da divisão II da meiose os cromossomas ainda são possuidores de dois cromatídios.
No final da telofase II formam-se mais dois núcleos haploides no interior do ovócito II. Mas mais uma vez, como por cada ovogênese apenas se pretende produzir uma célula viável, vai ocorrer de novo uma citocinese desigual no fim da divisão II da meiose, originando uma célula de grandes dimensões com praticamente todo o citoplasma do ovócito II, o óvulo, e uma célula de pequenas dimensões contendo no seu interior praticamente só o núcleo, o 2º glóbulo polar.
Porem no caso dos seres humanos e da maioria dos mamíferos, o ovócito II para a divisão II da meiose na metafase II ocorrendo de seguida a ovulação, ficando assim o fim da meiose e por consequência o fim da fase maturação da ovogênese dependentes do "estimulo" da fecundação.
Se o ovócito II em metafase II for fecundado por um espermatozoide, completa-se a divisão II, no final da qual volta a ocorrer a tal citocinese desigual dando origem ao óvulo e ao 2º glóbulo polar.
Ambos os glóbulos polares degeneram finda a ovogênese, pois a sua função foi cumprida.